# Robert Charles Evans

Bischofswappen von Robert Charles Evans

Robert Charles Evans (* 2. September 1947 in Moultrie, Georgia) ist ein US-amerikanischer römisch-katholischer Geistlicher und emeritierter Weihbischof in Providence.

## Leben
Robert Charles Evans studierte Philosophie am Our Lady of Providence College Seminary in Warwick, Rhode Island, und anschließend Katholische Theologie am Päpstlichen Nordamerika-Kolleg in Rom. Am 2. Juli 1973 empfing er im Petersdom durch den Rektor des Päpstlichen Nordamerika-Kollegs, Bischof James Aloysius Hickey, das Sakrament der Priesterweihe für das Bistum Providence. Nach einer ersten Tätigkeit als Pfarrvikar in der Pfarrseelsorge wurde er 1983 persönlicher Sekretär des Bischofs. Von 1987 bis 1989 absolvierte er ein Studium des Kanonischen Rechts an der Päpstlichen Universität Gregoriana in Rom und war anschließend Vizekanzler, später Kanzler und Personaldirektor im Bistum Providence. Nach seelsorgerischen Tätigkeiten wurde er 2001 Direktor des Instituts für theologische Weiterbildung und Dozent am Päpstlichen Nordamerika-Kolleg in Rom. 2005 wurde er Sekretär an der Apostolischen Nuntiatur in Washington, DC, zudem Pfarrer in Rhode Island und Dozent am Priesterseminar Our Lady of Providence.
Am 15. Oktober 2009 ernannte ihn Papst Benedikt XVI. zum Titularbischof von Aquae Regiae und zum Weihbischof in Providence. Der Bischof von Providence, Thomas Joseph Tobin, spendete ihm am 15. Dezember desselben Jahres die Bischofsweihe; Mitkonsekratoren waren der Bischof von Burlington, Salvatore Ronald Matano, und der emeritierte Bischof von Providence, Louis Edward Gelineau.
Papst Franziskus nahm am 23. September 2022 seinen altersbedingten Rücktritt an.